# Cantón de Vannes-Centro
El cantón de Vannes-Centro era una división administrativa francesa, que estaba situada en el departamento de Morbihan y la región de Bretaña.

## Composición
El cantón estaba formado por una fracción de la comuna que le daba su nombre:
- Vannes (fracción)

## Supresión del cantón de Vannes-Centro
En aplicación del Decreto nº 2014-215 de 21 de febrero de 2014, el cantón de Vannes-Centro fue suprimido el 22 de marzo de 2015 y su fracción de comuna pasó a formar parte del nuevo cantón de Vannes-1.